# Bullet (filme)
Bullet (no Brasil, Bullet) é um filme de 1996, dirigido por Julien Temple e estrelado por Mickey Rourke, Tupac Shakur e Ted Levine. No Rotten Tomatoes, recebeu 69% de aprovação por parte do público.

## Sinopse
O filme concentra sua história na libertação de Butch "Bullet" Stein, um gângster judeu de rua e viciado em drogas, após cumprir uma pena de oito anos por um crime que não cometeu sozinho.
Bullet luta para evitar cair no mesmo turbilhão de seus antigos anos, mas acaba novamente tragado pela violência rotineira das ruas e pela incompreensão de sua família disfuncional.